# Hans Beirer
Hans Beirer (* 23. Juni 1911 in Wiener Neustadt, Österreich-Ungarn; † 24. Juni 1993 in Berlin) war ein österreichischer Opernsänger (Heldentenor) und Kammersänger, der an der Deutschen Oper Berlin, der Wiener Staatsoper und der Hamburgischen Staatsoper fest engagiert war. International bekannt wurde er vor allem als Wagnersänger.

## Leben
Beirer begann nach der Matura zunächst ein Medizinstudium in Wien, sattelte aber auf ein Gesangsstudium bei Tino Pattiera und Paul Neuhaus an der Wiener Musikakademie um. 1936 debütierte Beirer am Landestheater Linz als Hans in der Verkauften Braut. Auch in den Folgejahren trat er als Lyrischer Tenor auf und sang Partien wie den Rodolfo in La Bohème, den Grafen Almaviva im Barbier von Sevilla, den Herzog im Rigoletto, den Turridu in Cavalleria rusticana und den José in Carmen. Von 1937 bis 1939 war Beirer an den Stadttheatern von Basel und St. Gallen engagiert. Anschließend sang er am vom KdF kontrollierten Mellini-Theater in Hannover Operettenpartien. Mit Beginn des Zweiten Weltkriegs wurde seine Karriere zunächst durch Kriegsdienst in der Wehrmacht unterbrochen, doch trat er bald in Berlin am Theater am Nollendorfplatz wieder in Operettenrollen wie dem Barinkay im Zigeunerbaron und dem Danilo in Die lustige Witwe auf. 1943 wurde er an das Deutsche Opernhaus Berlin verpflichtet, wo er als Nando in Tiefland debütierte.
In der Nachkriegszeit wandte sich Beirer dem Heldentenorfach zu und begann eine internationale Karriere als Wagner-Sänger. 1948 sang er in der Uraufführung von Werner Egks Oper Circe an der Berliner Städtischen Oper. Bereits 1949 gastierte er an der Oper Rom als Parsifal, mit Maria Callas und Cesare Siepi als Bühnenpartnern. Am Teatro San Carlo in Neapel gastierte er 1949/1950 als Tambourmajor in Wozzeck. 1950/1951 sang er an der Mailänder Scala den Tannhäuser, 1951 den Parsifal und 1952 den Stolzing in Die Meistersinger von Nürnberg, beides unter der Leitung von Wilhelm Furtwängler 1957 gastierte er auch als Tristan an der Mailänder Scala. Bereits 1955 sang er an der Grand Opéra Paris den Siegfried im Ring des Nibelungen. 
Beirers Repertoire umfasste fast alle großen Tenorpartien von Richard Wagner, ferner den Florestan in Fidelio, den Otello in Verdis gleichnamiger Oper, den Radames in Aida, den Pedro in Tiefland, den Vasco da Gama in Giacomo Meyerbeers Oper Die Afrikanerin, den Samson in Samson et Dalila und den Alfred in der Fledermaus. Beirer gastierte in Japan, den USA und an verschiedenen führenden Opernhäusern der Erde. Zwischen 1958 und 1962 sang er bei den Bayreuther Festspielen den Tannhäuser, Tristan und Parsifal. 

Unterschrift Hans Beirers

1958 wurde Beirer neben seiner Tätigkeit an der Deutschen Oper Berlin an die Hamburgische Staatsoper verpflichtet, an der er bis 1971 sang. Von 1962 bis 1987 gehörte er zusätzlich dem Ensemble der Wiener Staatsoper an.
1966 geriet Beirer in die Schlagzeilen, als er bei einer Galaaufführung des Fidelio unter dem Dirigenten Lorin Maazel im Finale falsch einsetzte und damit die Aufführung schmiss.
Am 23. Mai 1971 sang Beirer an der Wiener Staatsoper in der Uraufführung von Gottfried von Einems Oper Der Besuch der alten Dame nach Friedrich Dürrenmatt, 1976 auch in der Uraufführung von Kabale und Liebe desselben Komponisten.  
Noch nach Vollendung seines 60. Lebensjahres sang Beirer den Tristan und bis 1981 den Siegfried in Wagners gleichnamiger Oper. 1986 trat er in Wien zu seinem 75. Geburtstag als Herodes in Salome auf. Am 22. Mai 1986 sang er an der Wiener Staatsoper zum letzten Mal den Siegfried in Götterdämmerung. Seinen Bühnenabschied nahm er 1987 an der Wiener Staatsoper mit der Partie des Ägisth in Elektra.
Beirer hatte zwar eine unverwüstliche kräftige Stimme, aber keine Schallplattenstimme, und so existierte während seiner aktiven Sängerlaufbahn nur eine einzige offizielle Aufnahme mit einem Querschnitt durch die Oper Tannhäuser bei der Firma Opera. Inzwischen liegen verschiedene Mitschnitte von Opernaufführungen auf CD vor, etwa der Wiener Tannhäuser-Premiere unter Herbert von Karajan und der Uraufführung von Gottfried von Einems Oper Der Besuch der alten Dame.

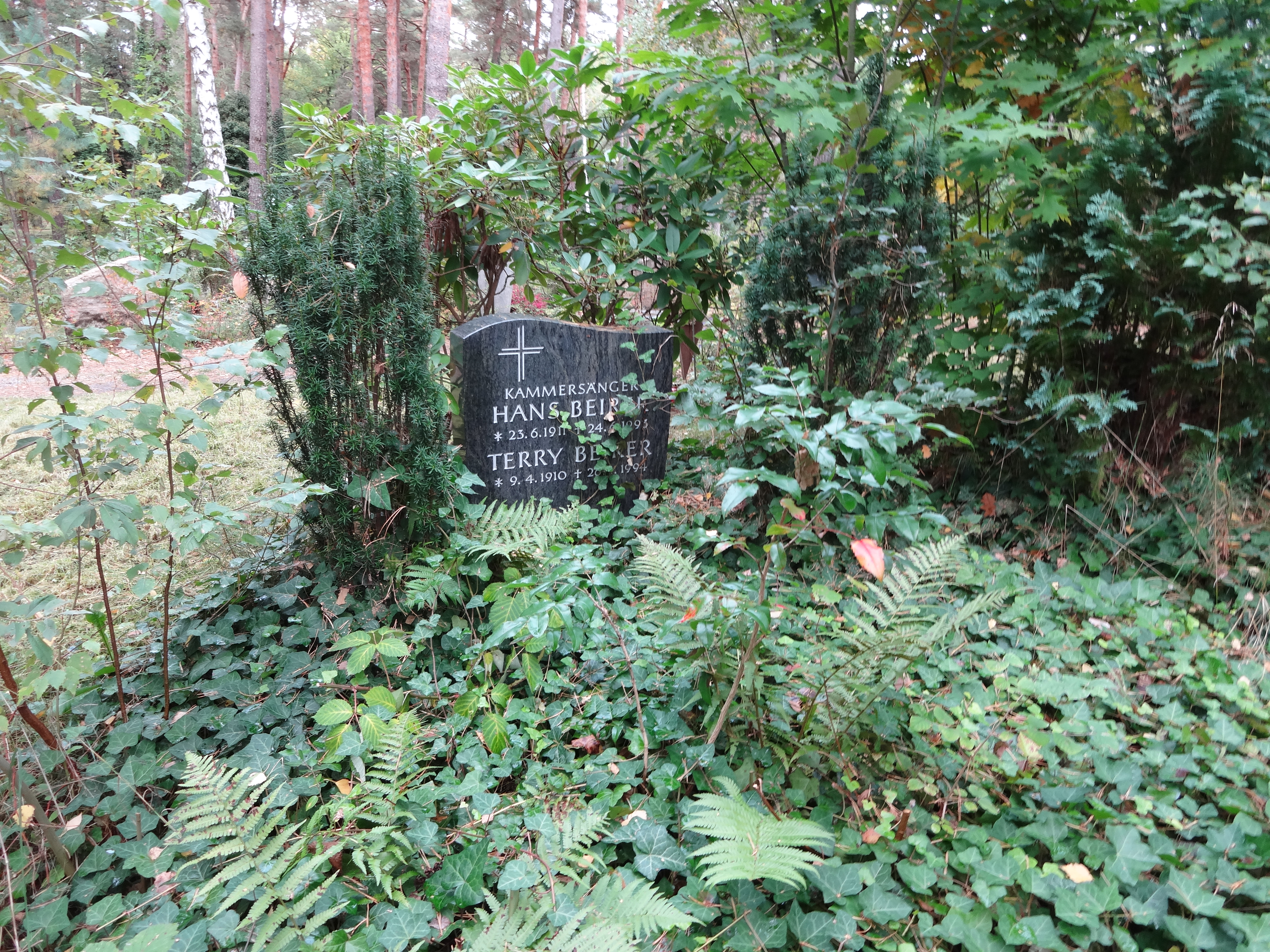
Grabstätte

Hans Beirer wurde auf dem Berliner Waldfriedhof Zehlendorf beigesetzt.

## Anerkennungen
- 2011: Ausstellung Hans Beirer. 1911–1993. ... der letzte Dinosaurier der Opernbühne. im Stadtmuseum Wiener Neustadt
- 2013: Ausstellung Hans Beirer. im Staatsopernmuseum Wien

## Auszeichnung
- Ernennung zum Kammersänger der Wiener Staatsoper und der Deutschen Oper Berlin
- 1973: Bundesverdienstkreuz 1. Klasse der Bundesrepublik Deutschland
- 1981: Österreichisches Ehrenkreuz für Wissenschaft und Kunst I. Klasse
- 1987: Wiener Ehrenmedaille in Gold

## Belege
1. ↑  Henning Smidth Olsen: Wilhelm Furtwängler. Konzertprogramme, Opern und Vorträge 1947 bis 1954, F. A. Brockhaus Wiesbaden 1972, S. 37 und S. 46.
2. ↑  Spiegel.online Fidelio-Skandal, Der Spiegel, 17. Oktober 1966.
3. ↑  Dieter David Scholz: Mythos Primadonna, Interview mit Birgit Nilsson.
4. ↑  Programmheft der Hamburgischen Staatsoper vom 24. Juni 1971.
5. ↑  https://db-staatsoper.die-antwort.eu/performances/12027
6. ↑   Kutsch und Riemens, Großes Sängerlexikon, Digitale Bibliothek CD-Rom, 1999/2000, S. 1644.

| Personendaten    | Personendaten                                               |
| ---------------- | ----------------------------------------------------------- |
| NAME             | Beirer, Hans                                                |
| KURZBESCHREIBUNG | österreichischer Opernsänger (Heldentenor) und Kammersänger |
| GEBURTSDATUM     | 23. Juni 1911                                               |
| GEBURTSORT       | Wiener Neustadt                                             |
| STERBEDATUM      | 24. Juni 1993                                               |
| STERBEORT        | Berlin                                                      |